# Spelektor flocki
Spelektor flocki är en insektsart som beskrevs av Gurney 1943. Spelektor flocki ingår i släktet Spelektor och familjen Prionoglarididae. Inga underarter finns listade i Catalogue of Life.